# Кладрубский, Иржи
И́ржи Кла́друбский (чеш. Jiří Kladrubský; род. 19 ноября 1985[…], Ческе-Будеёвице) — чешский футболист, защитник и тренер.

## Клубная карьера
Кладрубский начал карьеру в родном городе, в клубе «Динамо», где 28 марта 2004 года впервые дебютировал за взрослую команду в матче Гамбринус-лиги против клуба Опава. Кроме того, он сыграл в трёх матчах за резервный состав в ЧФЛ. В следующем сезоне Иржи сыграл 31 игру за резерв, однако в основной команде появился всего один раз — в предпоследнем матче Лиги против «Слована» из Либерца.
Летом 2005 года Иржи отправился в аренду на полгода в клуб Третьей лиги «Татран» из города Прахатице, за который он отыграл 11 игр и забил один гол. По возвращении в клуб, вылетевший во Вторую лигу, он прочно закрепился в основе, и о нём заговорили как о «спасителе команды».
В сезоне 2006/07 Кладрубский был одним из лучших игроков своей команды и пропустил всего лишь два матча. По окончании сезона Иржи подписал четырёхлетний контракт с пражской «Спартой».
Летом 2014 года вернулся в «Динамо».
В мае 2021 года принял решение завершить карьеру.

## Сборная
Вскоре после убедительного выступления Кладрубского во Второй лиге, тренер национальной сборной до 21 года Ладислав Шкорпил пригласил его в команду, в которой Иржи дебютировал 15 августа 2006 года в матче против Сербии (0:1) и прочно закрепился в составе.
17 ноября 2007 года он был приглашён в основную сборную на отборочный матч ЧЕ-2008 против сборной Словакии. Дебют Иржи состоялся спустя 4 дня, 21 ноября, в матче с Кипром (победа 2:0).

## Статистика выступлений за сборную
| Матчи за сборную Чехии | Матчи за сборную Чехии | Матчи за сборную Чехии | Матчи за сборную Чехии | Матчи за сборную Чехии | Матчи за сборную Чехии  | Матчи за сборную Чехии |
| ---------------------- | ---------------------- | ---------------------- | ---------------------- | ---------------------- | ----------------------- | ---------------------- |
| №                      | Дата                   | Оппонент               | Счёт                   | Голы                   | Соревнование            |                        |
| 1                      | 21 ноября 2007         | Кипр                   | 2:0                    | -                      | Отборочный матч ЧЕ-2008 |                        |
| 2                      | 15 октября 2008        | Словения               | 1:0                    | -                      | Отборочный матч ЧМ-2010 |                        |